# Via Traiana Nova
Via Traiana Nova (slovensko: Nova Trajanova cesta), rimska cesta, ki jo je obnovil cesar Trajan.
Nova Trajanova cesta je bila zgrajena na Bližnjem vzhodu na stari trgovski cesti, ki se je prvotno imenovala Via Regia (Kraljeva cesta). Naziv Via Regia je pomenil, da je cesta pod posebno kraljevo zaščito in zagotavlja varno potovanje. Ime Nova je dobila zato, da bi se razlikovala od že obstoječe ceste Via Traiana v Italiji. Pogosto so jo imenovali kar Via Nova, včasih tudi Via Nova Traiana.

## Graditev
Po Trajanovi priključitvi Nabatejskega kraljestva k Rimskemu cesarstvu in ustanovitvi province Arabije (Arabia Petraea) so vojaki III. legije Cirenajka pod vodstvom legata Gaja Kalvdija Severa leta 107 začeli graditi cesto med Amanom in Petro. Graditev tega dela ceste je bila zaključena leta 111. Naslednje leto je bil zgrajen del ceste med Petro in Akabo, leta 114 pa še severni del med Amanom in Bostro, upravnim središčem province. Cela cesta od Resafe do Memfisa v Egiptu je bila zgrajena med vladavino Trajanovega naslednika Hadrijana. V naslednjih dveh stoletjih je bila večkrat obnovljena. 
Trajanova cesta je bila po popravilu tlakovana in široka sedem metrov in je postala ena od najpomembnejših cest na Bližnjem vzhodu. Vzporedno s cesto se je zgradil tudi niz majhnih obrambnih trdnjav, razglednih stolpov in obveščevalnih postaj. Njihova naloga je bila nadziranje karavanskih poti in oaz v obmejnem pasu in prometa po sami cesti.